# Tigerair Australia
Tiger Airways Australia Pty Ltd — колишня австралійська лоу-кост авіакомпанія, заснована 23 листопада 2007 року. До проведеного в 2014 році ребрендингу носила назву Tiger Airways Australia. Авіакомпанія є спільним підприємством дочірньої авіакомпанії Singapore Airlines — Tiger Airways Holdings і австралійської авіакомпанії Virgin Australia. Основною базою Tigerair Australia є аеропорт міста Мельбурн. До 2011 року авіакомпанія використовувала аеропорт міста Аделаїда і мельбурнський аеропорт Авалон. 7 березня 2012 року Tigerair оголосили про відкриття другого хаба в сіднейському аеропорту, а 1 листопада того ж року — про повернення авіакомпанії в аеропорт Аделаїди. Оголосила про припинення діяльності 10 вересня 2020.